# Kinosternon acutum
Kinosternon acutum is een schildpad uit de familie modder- en muskusschildpadden (Kinosternidae).

## Naam en indeling
De wetenschappelijke naam van de soort werd voor het eerst voorgesteld door John Edward Gray in 1831. Oorspronkelijk werd de wetenschappelijke naam Kinosternon scorpioides var. acuta  gebruikt.
Er is nog geen Nederlandstalige naam voor deze soort. De soortaanduiding acutum is afgeleid van het Latijnse acutus en betekent vrij vertaald 'puntig eindigend'. 

## Uiterlijke kenmerken
De mannetjes bereiken een rugschildlengte tot ongeveer tien centimeter, de vrouwtjes worden tot twaalf cm lang. Het rugschild is bruin tot donkerbruin van kleur, met donkere naden tussen de rugschildende huid van de poten en kop is grijs tot roodachtig of geel gekleurd. De de kop zijn donkere strepen aanwezig. De neusschub is vergroot en bedekt een groot gedeelte van de kop. In de Spaanse taal wordt het dier met 'casquito' aangeduid, dat 'helm' betekent. De kin is licht van kleur en is soms voorzien van donkere vlekjes. Onder de kin zijn twee baarddraden aanwezig. 
Het buikschild is groot en heeft twee scharnieren. Een inkeping aan de achterzijde ontbreekt. Het buikschild heeft een gele tot beige kleur met donkere naden en zonder vlekken. 
De plastronformule is als volgt: an > abd > gul >  hum > fem > pect.
Mannetjes zijn van vrouwtjes te onderscheiden door hun geringere lengte en hun langere en dikkere staart. 

## Verspreiding en habitat
Kinosternon acutum komt voor in delen van Midden-Amerika en leeft in de landen Belize, Guatemala en uiterst zuidelijk Mexico. Het is een bewoner meren, rivieren, kleine stroompjes in bossen en tijdelijk ondergelopen gebieden. De soort is aangetroffen van zeeniveau tot op een hoogte van ongeveer 300 meter boven zeeniveau.

## Levenswijze
De vrouwtjes zetten de eieren af in maart en april. Er is verder weinig bekend over de voortplanting en ontwikkeling. 

## Beschermingsstatus
Door de internationale natuurbeschermingsorganisatie IUCN is de beschermingsstatus 'gevoelig' toegewezen (Near Threatened of NT).